# Janis Nikos
Janis Nikos (* 11. Oktober 1973 in Saloniki, mit bürgerlichem Namen Ioannis Sfairopoulos) ist ein deutsch-griechischer Sänger.

## Werdegang
Janis Nikos kam im Alter von 15 Jahren mit seiner Familie nach Deutschland und besuchte in Mönchengladbach die Schule. 1991 wurde er zum Militärdienst in Griechenland eingezogen, wo er anschließend einige Jahre verbrachte. Er nahm Gitarren- und Gesangsunterricht und machte erste Bühnenerfahrungen.
Seine Eltern betrieben zu dieser Zeit ein Restaurant in Deutschland. Dort spielten sie die Lieder ihres Sohnes als Hintergrundmusik. Bernd Clüver interessierte sich für den jungen Sänger und holte ihn nach Deutschland. Der erste Titel, den Clüver mit Janis Nikos produzierte, war Esmeralda von den Gypsy Vagabonds.
Er arbeitete nun mit einem neuen Team. Der Produzent und Komponist Willy Klüter und der Textdichter Bernd Meinunger nahmen unter der Regie von Palm Records mit Janis Nikos die Arbeit auf. Auch Produzent Rainer Burmann und Songschreiber Michael Heck steuerten Titel bei.
Mit den Singles aus seinem ersten Album Bolero d’amor erreichte Janis Nikos vordere Plätze der Airplaycharts und war vom ZDF-Fernsehgarten bis zur MDR Hitsommernacht auf dem Bildschirm zu sehen.
Es folgten insgesamt 7 Alben, darunter 2 Weihnachtsalben mit eigenen und traditionellen Titeln in deutscher, griechischer, englischer und spanischer Sprache.

## Erfolge (Airplaycharts, Auswahl)
- Chica Chica (Platz 1; Musik Willy Klüter, Text Bernd Meinunger)
- Die Männer aus dem Süden (Platz 1; Musik Willy Klüter, Text Andreas Zaron)
- Te quiero mas – ich lieb dich mehr (Platz 4; Musik Willy Klüter, Text Bernd Meinunger)
- Bambolita (Platz 4; Musik Willy Klüter, Text Bernd Meinunger)
- Elene (Platz 6; Musik Willy Klüter, Text Klaus Pelizaeus)

## Auszeichnungen
- Am 20. Mai 2001 erhielt Janis Nikos vom ADS (Arbeitskreis Deutscher Schlager) den Newcomer-Preis 2001.